# OFMAS-SAD FC
OFMAS-SAD FC (auch OFMAS-SAD Football Club) ist ein beninischer Fußballverein aus Cotonou, Département Littoral. Mit Stand Februar 2023 spielt er im Championnat National du Benin, der ersten Liga des Landes. Die Saison 2021/22 schloss er noch mit dem alten Namen Eternel FC ab.